# La Mort d'Adonis (del Piombo)
Pour les articles homonymes, voir Vénus et Adonis.
La Mort d'Adonis est une peinture mythologique réalisée en 1512 à l'huile sur toile de 189 × 285 cm par le peintre italien de la Renaissance Sebastiano del Piombo, et conservée au musée des Offices de Florence.

## Histoire
Le tableau a sans doute été réalisé pour Agostino Chigi, peu de temps après l'arrivée du peintre vénitien à Rome, appelé précisément pour participer à la décoration de la Villa Chigi. Dans un inventaire de la villa de 1520, elle est mentionnée comme contenant « les figures des femmes les plus nues et les plus belles ».
L'œuvre arriva à Florence en 1587 et fut conservée au Palais Pitti ; en  1675,  elle est mentionnée dans la collection du cardinal Léopold de Médicis. Elle passa plus tard aux Offices, avec une attribution incorrecte à Moretto, réattribuée ensuite à Sebastiano del Piombo par Morelli. 
Endommagée lors de l'attentat de la Via dei Georgofili en 1993, elle a été affectée de graves lacérations qui ont cependant été rapidement restaurées, faisant de l'œuvre un symbole de la renaissance du musée.

## Description et style
Au centre de la toile, Vénus, nue, assise les jambes croisées et près de Cupidon, est attristée par la mort d'Adonis, dont le corps repose sans vie à gauche. La pose de la déesse fait astucieusement référence au Spinario  (tireur d'épine), une sculpture hellénistique bien connue dans le milieu intellectuel romain. Les compagnons de la déesse, sur la droite, partagent sa douleur, et parlent en la désignant, avec une sorte de Silène jouant de la flûte.
En arrière-plan, parmi les feuillages, on aperçoit une étendue d'eau et au-delà, dans la lumière du coucher du soleil, la ville de Venise : on peut en effet reconnaître le palais des Doges, les dômes de la Basilique Saint-Marc, la tour de l'horloge, les anciennes Procuraties. Il se peut que Chigi ait alors demandé une allégorie de l'État de Venise en l'associant à « Vénusie », c'est-à-dire la douloureuse Vénus : en effet la ville lagunaire, si elle est abandonnée à la séduction et à la sensualité, est vouée à la mort et à la putréfaction.
La composition rappelle les modèles de Raphaël et Giorgione (comme Les Trois Philosophes).